# Familia Taulichusco
La familia Taulichusco fue una dinastía de gobernantes indígenas del curacazgo de Rímac. Debido a las pocas fuentes etnohistóricas concernientes a ellos, poca información se sabe acerca de sus obras como curacas de Rímac.

## Los tres gobernadores

### Taulichusco el viejo
Los Taulichusco no habrían sido naturales del curacazgo que dominaron durante tres generaciones. El curaca don Juan de Surco, en un escrito suyo informó que el padre de Taulichusco el viejo era un yanacona de Mama Vilo que fue elegido por las autoridades incas para gobernar el curacazgo de Lima. Cuando Pizarro y sus huestes llegaron al curacazgo, Taulichusco se mostró amable y servicial con los recién llegados, ofreciéndoles ayuda y comida. Taulichsuco murió poco después de la fundación de la Ciudad de los Reyes, dejándole el control total del curacazgo a su hijo Guachinamo

### Guachinamo
A la llegada de los españoles, debido a su avanzada edad, no gobernaba solo Taulichusco el viejo, siendo uno de sus hijos, Guachinamo, su corregente. Los gobiernos duales no eran rarezas en el mundo andino, pudiéndose encontrar muchos casos en todo el antiguo Perú. A pesar de que el antiguo palacio de los curacas yana se encontraba en el pueblo de Rímac, Guachinamo gobernó desde Chuntay pues los españoles desalojaron a los indígenas del pueblo para fundar la Ciudad de los Reyes. Una obra notable de su reinado fue la construcción de acequias que proveyeron de agua a dicha ciudad. Guachinamo gobernó por breve tiempo, falleciendo en tiempos de la sublevación de Gonzalo Pizarro de acuerdo a una carta atribuida a doña Inés Yupanqui.

### Don Gonzalo Taulichusco
A pesar de tener un hijo varón, se eligió al hermano de Guachinamo, bautizado bajo el rito católico como Don Gonzalo Taulichusco, como nuevo regente del curacazgo. Se conocen muchos documentos que registran los litigios en los que se metió el curaca. A pesar de haber habitado en Chuntay antes de convertirse en curaca, terminó por vivir en la reducción de la Magalena, donde los indígenas de diversos curacazgos, incluyendo la zona de Chuntay, fueron reunidos. Para esta época, el título de don Gonzalo y por lo tanto el de sus futuros descendientes cambio de cacique de Lima a meramente cacique de la Magdalena, viéndose su poder severamente reducido, aún más del que ya habían perdido sus antepasados con la llegada de los hispanos. Se conoce que se occidentalizó pues se cuenta que era un ferviente católico quien vestía a la usanza española y montaba a caballo.

## Curacas de la Magdalena
Se conoce poco de los curacas que sucedieron a don Gonzalo Taulichusco. Figura Don Cristóbal Guacay como curaca de la Magdalena para 1572 y para 1584 figuraba ya otro nombre, el de don Pedro Santillán.  A este le sucedió su hijo de nombre Santiago Casamusa quién se llegó a emparejar con Pascuala Charnan, heredera del gobierno de los curacas de Maranga y Guatca, uniendo ambos linajes.